# Сергієнко Григорій Якович
Григорій Якович Сергієнко ( 6 квітня 1925, Воронинці — 7 березня 2015 ) — український історик, дослідник козацького руху,  шевченкознавець, доктор історичних наук, професор.

## Біографія
Народився 6 квітня 1925 року в селі Воронинцях (тепер Оржицького району Полтавської області). Українець. Учасник німецько-радянської війни. Член КПРС з 1953 року. У 1954 році закінчив історичний факультет Київського державного університету.
У 1954–1957 роках навчався в аспірантурі по кафедрі історії України Київського державного університету. У 1958–1961 роках — начальник відділу Головного архівного управління при Раді Міністрів УРСР. У 1961 році захистив кандидатську дисертацію «Народна боротьба на Правобережній Україні за визволення з-під польсько-шляхетського гніту і за возз'єднання з Росією в кінці XVII і на початку XVIII ст.» (науковий керівник — доктор історичних наукк В. А. Дядиченко), а у 1974 році — докторську дисертацію «Суспільно-політичний рух в Україні після повстання декабристів (друга чверть XIX ст.)». У 1986 році присвоєно вчене звання професора.
У 1961–1962 роках — завідувач редакцією видавництва АН УРСР. У 1962–1963 роках — науковий співробітник, консультант Президії АН УРСР. З 1963 по 1966 рік — старший науковий співробітник відділу історії міст і сіл УРСР, відділу досоціалістичних формацій, у 1966–1975 роках — старший науковий співробітник, у 1975–1986 роках — завідувач відділу історії феодалізму, у 1986–1998 роках — провідний науковий співробітник — консультант відділу історії України середніх віків Інституту історії України НАН України.
Був одним з дописувачів УРЕ, де поділи Речі Посполитої називав «возз'єднанням правобережної України з Росією».
Помер 7 березня 2015 року у віці 89 років.

## Нагороди
- Орден Червоної Зірки
- 14 медалей

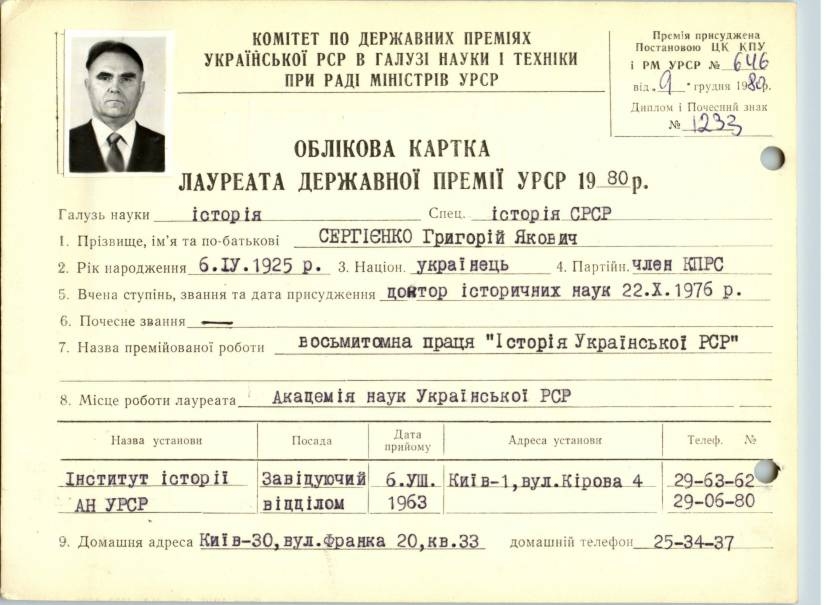
Облікова картка лауреата Держ. премії Григорія Сергієнка.

- Державна премія УРСР в галузі науки і техніки (1980; за восьмитомну працю «Історія Української РСР»)[2].

## Наукова діяльність
Досліджував історію козацтва, суспільно-політичного руху в Україні XIX ст., проблеми шевченкознавства. Автор  близько 300 праць з української історії ХVIII - ХІХ століть.

###### Деякі роботи
- Декабристи і Шевченко. — Київ, 1980, 1983;
- Декабристи та їх революційні традиції на Україні. — Київ, 1975;
- Суспільно-політичний рух на Україні після повстання декабристів. 1826—1850. — Київ, 1971;
- Т. Г. Шевченко і Кирило-Мефодіївське товариство. — Київ, 1983;
- Шевченко і Київ. — Київ, 1987;
- Визвольний рух на Правобережній Україні в кінці XVII і на початку XVIII ст. — Київ, 1963.
- Діяльність Т. Г. Шевченка у Київській археографічній комісії (1845–1847 рр.) // Український історичний журнал. — Київ: 1991. — № 3. — С. 43–54.
- Яскрава сторінка визвольного руху : (до 125-річчя Кирило-Мефодіївського т-ва). — Київ : Т-во ”Знання” Укр. РСР, 1971. – 52 с. [Архівовано 5 серпня 2020 у Wayback Machine.]